# Марьково (Ленинградская область)
Марьково — деревня в Новосельском сельском поселении Сланцевского района Ленинградской области.

## История
Деревня Марькова упоминается на карте Санкт-Петербургской губернии Ф. Ф. Шуберта 1834 года.

МАРКОВА — деревня принадлежит госпоже Крыловой, число жителей по ревизии: 24 м. п., 27 ж. п. (1838 год)

МАРКОВО — деревня владельческая при речке Венике, число дворов — 9, число жителей: 30 м. п., 46 ж. п. (1862 год) 

В XIX — начале XX века деревня административно относилась к Выскатской волости 1-го земского участка 1-го стана Гдовского уезда Санкт-Петербургской губернии.
Согласно Памятной книжке Санкт-Петербургской губернии 1905 года деревня Марьково образовывала Марьковское сельское общество.
- Деревня Марьково на карте 1919 года

Согласно карте Петроградской и Эстляндской губерний 1919 года деревня называлась Марькова.
По данным 1933 года деревня называлась Марково и входила в состав Рудненского сельсовета Рудненского района.
По состоянию на 1 августа 1965 года деревня Марьково входила в состав Заручьевского сельсовета Кингисеппского района.
По данным 1973 и 1990 годов деревня Марьково входила в состав Новосельского сельсовета.
В 1997 году в деревне Марьково Новосельской волости проживали 10 человек, в 2002 году также 10 человек (все русские).
В 2007 году в деревне Марьково Новосельского СП проживали 11 человек, в 2010 году — 8 человек.

## География
Деревня расположена в южной части района к западу от автодороги 41К-020 (Сижно — Будилово — Осьмино).
Расстояние до административного центра поселения — 6 км.
Расстояние до ближайшей железнодорожной платформы Сланцы — 31 км.
Деревня находится на правом берегу реки Вейнка.

## Демография
| 1862 | 2007 | 2010 | 2017 |
| ---- | ---- | ---- | ---- |
| 76   | ↘11  | ↘8   | →8   |